# Optum-Kelly Benefit Strategies/Saison 2014
Dieser Artikel listet Erfolge und Fahrer des Radsportteams Optum-Kelly Benefit Strategies in der Saison 2014 auf.

## Erfolge in der UCI America Tour
In den Rennen der Saison 2014 der UCI America Tour gelangen die nachstehenden Erfolge.
| Datum            | Rennen                                    | Kat. | Fahrer        |
| ---------------- | ----------------------------------------- | ---- | ------------- |
| 9. März          | 6. Etappe Mexiko-Rundfahrt                | 2.2  | Eric Young    |
| 30. April–4. Mai | Gesamtwertung Tour of the Gila            | 2.2  | Carter Jones  |
| 14. Mai          | 4. Etappe Kalifornien-Rundfahrt           | 2.HC | Will Routley  |
| 5. Juni          | 1. Etappe Grand Prix Cycliste de Saguenay | 2.2  | Eric Young    |
| 6. Juni          | 2. Etappe Grand Prix Cycliste de Saguenay | 2.2  | Eric Young    |
| 6. Juli          | White Spot Delta Road Race                | 1.2  | Jesse Anthony |
| 8. August        | 5. Etappe Tour of Utah                    | 2.1  | Eric Young    |

## Erfolge beim Cyclocross
In den Rennen der Saison 2013/14 der Cyclocross Tour gelangen die nachstehenden Erfolge.
| Datum       | Rennen                               | Fahrer        |
| ----------- | ------------------------------------ | ------------- |
| 1. Dezember | Baystate Cyclocross – NECX, Sterling | Jeremy Durrin |

## Zugänge – Abgänge
| Zugänge                       | Team 2013                             | Abgänge                  | Team 2014                                  |
| ----------------------------- | ------------------------------------- | ------------------------ | ------------------------------------------ |
| Will Routley                  | Accent Jobs-Wanty                     | Chad Haga                | Team Giant-Shimano                         |
| Carter Jones                  | Bissell Cycling                       | Ken Hanson               | UnitedHealthcare Professional Cycling Team |
| Brad Huff                     | Jelly Belly-Kenda                     | Marsh Cooper             | Karriereende                               |
| Christopher Clements          | Neoprofi                              | Michael Creed            | Karriereende                               |
| Kerry Werner (ab 25. Juli)    | Neoprofi                              | Mike Sherer              | Karriereende                               |
| Emerson Oronte (ab 1. August) | Horizon Organic-Einstein Bros.Cycling | Ian Moir                 | Unbekannt                                  |
|                               |                                       | Sebastian Salas          | Unbekannt                                  |
|                               |                                       | Cheyne Hoag (bis 25.07.) | Unbekannt                                  |

## Mannschaft
| Name                 | Geburtstag         | Nationalität |              |
| -------------------- | ------------------ | ------------ | ------------ |
| Ryan Anderson        | 22. Juli 1987      | Kanada       |              |
| Jesse Anthony        | 12. Juni 1985      | USA          |              |
| Alex Candelario      | 26. Februar 1975   | USA          |              |
| Christopher Clements | 22. Oktober 1989   | USA          |              |
| Jeremy Durrin        | 11. August 1988    | USA          |              |
| Michael Friedman     | 19. September 1982 | USA          |              |
| Mitchell Hoke        | 14. März 1988      | USA          |              |
| Brad Huff            | 5. Februar 1979    | USA          |              |
| Carter Jones         | 27. Februar 1989   | USA          |              |
| Joseph Kukolla       | 30. Juli 1989      | USA          |              |
| Emerson Oronte       | 29. Januar 1990    | USA          |              |
| Will Routley         | 23. Mai 1983       | Kanada       |              |
| Bjorn Selander       | 28. Januar 1988    | USA          |              |
| Thomas Soladay       | 20. August 1983    | USA          |              |
| Kerry Werner         | 27. März 1991      | USA          |              |
| Eric Young           | 26. Februar 1989   | USA          |              |
| Tom Zirbel           | 30. Oktober 1978   | USA          |              |
| Scott Zwizanski      | 29. Mai 1977       | USA          |              |
| Stagiaires           | Stagiaires         | Nationalität | Nationalität |
| Benjamin Swedberg    | Benjamin Swedberg  | USA          |              |